# Giulio Girola
Giulio Girola (Sarzana, 8 settembre 1912 – Roma, 1º novembre 1973) è stato un attore italiano.

## Biografia
Attore di prosa, appartenente a una dinastia di gente di spettacolo, fu interprete di sceneggiati per la nascente televisione italiana: con Paolo Stoppa, Rina Franchetti, Massimo Girotti prese parte a Il cocomero (1962) e Romolo il Grande (1971).
In televisione partecipò anche a due episodi della serie Le inchieste del commissario Maigret (Non si uccidono i poveri diavoli e Il pazzo di Bergerac) e agli sceneggiati I fratelli Karamazov e I grandi camaleonti. Nel 1959 fu nel cast de La dolce vita di Federico Fellini, a cui seguirono altre sei apparizioni cinematografiche.

## Filmografia
- La dolce vita, regia di Federico Fellini (1960)
- Genitori in blue-jeans, regia di Camillo Mastrocinque (1960)
- Don Camillo monsignore... ma non troppo, regia di Carmine Gallone (1961)
- Un uomo da bruciare, regia di Valentino Orsini (1962)
- Appuntamento in Riviera, regia di Mario Mattoli (1962)
- La rivoluzione sessuale, regia di Riccardo Ghione (1968)
- Il delitto Matteotti, regia di Florestano Vancini (1973)

## Televisione

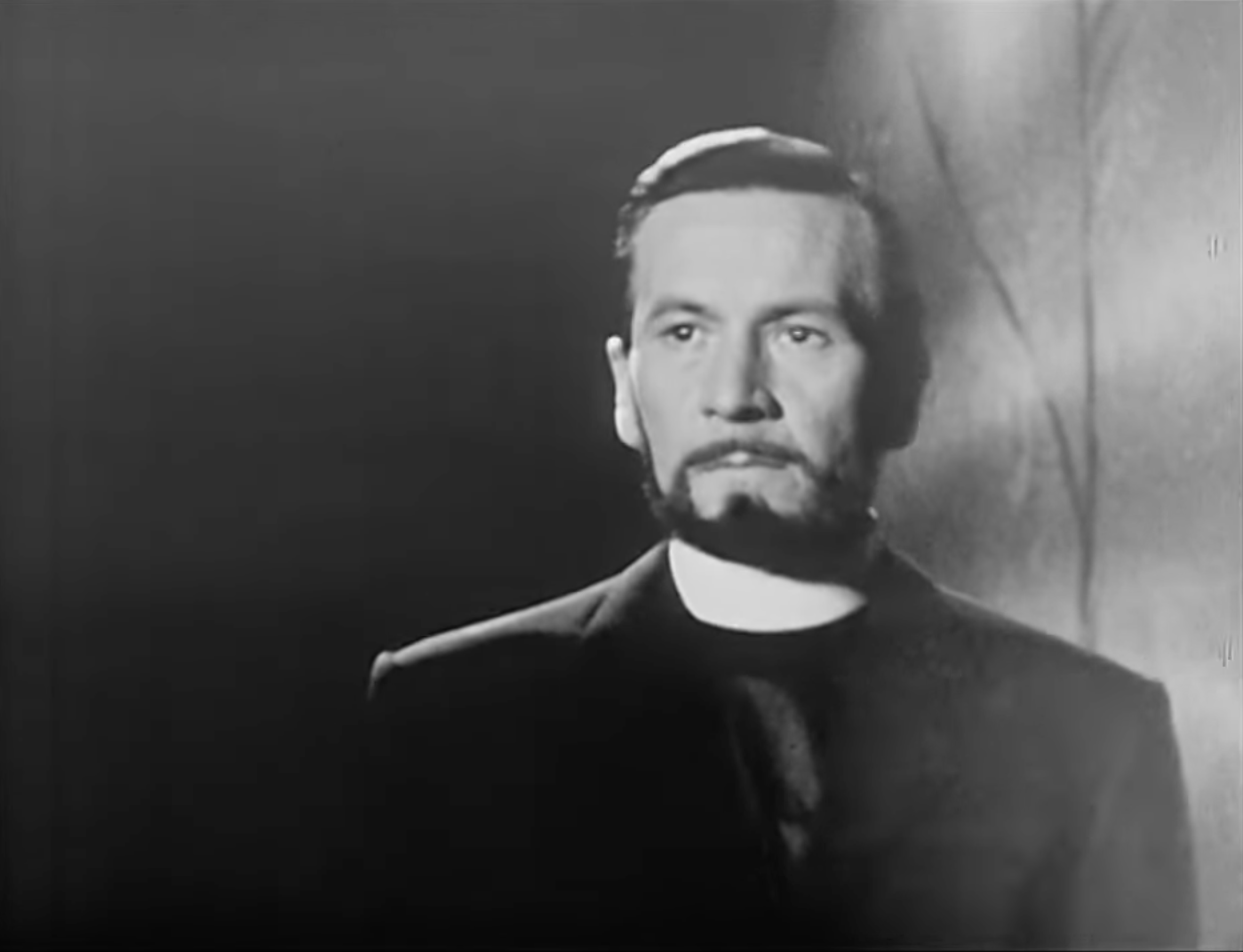
Giulio Girola in Via della chiesa (1959)

- Buon viaggio, Paolo, regia di Stefano De Stefani (1957)
- Il borghese gentiluomo, regia di Giacomo Vaccari (1959)
- Via della chiesa, dramma di Lennox Robinson, regia di Daniele D'Anza, trasmesso il 3 luglio 1959
- Erano tutti miei figli, dramma di Arthur Miller, regia di Eros Macchi, trasmesso il 25 maggio 1961
- I grandi camaleonti, regia di Edmo Fenoglio (1964)
- Le inchieste del commissario Maigret: episodio Non si uccidono i poveri diavoli, regia di Mario Landi (1966)
- I fratelli Karamazov, regia di Sandro Bolchi (1969)
- ''La resa dei conti, miniserie Tv, regia di Marco Leto, (1969)
- Le inchieste del commissario Maigret: episodio Il pazzo di Bergerac, regia di Mario Landi (1972)
- ESP, regia di Daniele D'Anza (1973)